# Крашенинников, Михаил Николаевич
Михаил Николаевич Крашенинников (1848, Челябинск — конец 1920-х, Харбин) — предприниматель, городской и общественный деятель. С 6 мая 1913 года потомственный почётный гражданин, до этого был купцом 2-й гильдии.

## Биография
М. Н. Крашенинников родился в 1848 году. Его отец — купец 3-й гильдии Николай Петрович, а мать — Олимпиада Егоровна. Он получил домашнее образование и иногда помогал своему отцу по торговым делам, тем самым получив огромную практику в этой сфере. Николай Петрович Крашенинников занимался торговлей хлеба и золотодобычей, а также делами, связанными с банком. Уже в 1865 году Михаил Николаевич в 17-летнем возрасте совершил первую торговую операцию.
В банковское дело молодого сына ввёл его отец. 16 апреля 1879 года на трёхлетний срок в качестве товарища директора Челябинского общественного банка избрали Михаила Николаевича; на этой должности он был с 1879 по 1882 год. Перед вступлением на официальную должность заместителя главное по банку Махаил Крашенинников произнёс следующую речь:
Я, нижеподписавшийся, вступая в должность товарища директора правления Челябинского городского общественного банка, согласно 9-й статьи Положения о банках, сим обязываюсь действовать в своих делах по совести и без лицеприятия, хранить в тайне все, касающееся вверенных банку частных коммерческих дел и счетов, и неуклонно исполнять все возложенные на меня обязательства…
Уже третьего ноября 1881 года, не дожидаясь окончания срока, он стал директором банка по решению гласных гор. думы. На этой должность он находился 3 года до 4 сентября 1884 г., пока не был избран градоначальником (городским головой) Челябинска.
Позже в 1893 году в Челябинске было основа отделение Государственная банка России, и Крашенинников сыграл в нём важную роль. Это событие, связанное с основанием челябинского отделения, сыграло большую роль в финансовом развитии региона. В этом же банке в 1895 году Крашенинников стал членом учётно-ссудного комитета Государственного банка. В этой должности он пробыл 12 лет и два полных срока до 1917 года, года революции. Многие характеризовали его так: «Умный, развитый, интеллигентный человек, очень энергичный и деловой, пользующийся общим уважением и большим доверием в торгово-промышленных кругах. Занимался благотворительностью»; «Торговлю производит в городе Челябинске с 1865 г. хлебом и, кроме того, занимается золотопромышленностью. Дает полезные советы при учете векселей по торговле хлебом и при выдаче ссуд под хлеб, а также и по всем вообще вопросам»; «Хороший семьянин, человек очень не глупый и ловкий делец».
В 1905 году М. Крашенинников был уже купцом 2-й гильдии, принявший участие в основании Челябинской товарной биржи. В 1906 году в феврале состоялось собрание, на котором решили избрать биржевой комитет, находившийся на должности 3 года. Управленцем этого комитета стал В. К. Покровский. За первые 5 лет через эту комиссию прошло от 10 до 15 млн пудов хлеба за год, а чуть позже дело пошло на убыль. В 1919 году биржа была закрыта.
Открытие данной биржи поспособствовало развитию торговли хлебом в Челябинске, а также простимулировало торговые дела Крашенинникова. В мукольном деле его компаньонами стали братья Яушевы и Галеевы. Как предполагается, в 1910-х годах был создан «Торговый дом Братья Яушева», в учредители которого вошли Закир Галеевич, Ибрагим Галеевич и братья Яушевы. Крашенникову принадлежало ⅓ часть паёв фирмы, общая оценочная стоимость которых приравнивалась к 1916 году 189,43 тыс. рублей.
В 1913 году Торговый дом приобрёл у «Антон Эрлангер и Ко» паровую мельницу в западной части Челябинска.
Постройки деревянные на каменном фундаменте: дом 2-х этажный о 14 комнат, контора о 2-х комнатах, караулка, лавка, амбар, баня о 2-х отделениях, каретник, курятник, коровник и флигель о 2-х комнатах ? и каменные: 4-х этажная паровая мукомольная крупяная мельница о семи вальцах, при ней машинное отделение и амбар, ? все постройки крыты железом (мельница в постройке)
— Раскладная ведомость налога на недвижимое имущество по городу Челябинску, ОГАЧО, ф. И-3, оп. 1, д. 843, л. 340 об.
Примерно пять лет товарищество имело в собственности эту мельницу. После революции и установления власти советов, в этом месте располагался комбинат хлебопродуктов № 1, вошедший в 2011 г. в состав Комбината хлебопродуктов имени А. Ф. Григоровича. Это здание по-прежнему находится на том же месте, и в данный момент в ней производят крупу.
Умер в 1920-х годах в Харбине, когда выехал вместе с войсками А. В. Колчака в Китай.

### Общественная деятельность и наследие
Крашенинников принимал активнейшее участие в общественной жизни своего города. С 1867 года он 40 лет был гласным Челябинской гор. думы, а с 1884 по 1888 год городским головой. Губернатор Оренбургской области очень высоко оценил деятельность Крашенинникова, в 1885 г. подводя итоги на всеподдайннейшем отчёте:
Особого внимания заслуживает деятельность городского общественного управления в Челябинске, выразившаяся в улучшении состояния городских улиц, в укреплении берегов реки Миасс, в постройке обширной, хорошо устроенной больницы и каменного здания для воинской команды…
В этом же 1885 году высочайшим указом М. Н. Крашенинником был признан личным почётным гражданином, а уже в 1913 потомственный почётным гражданином.
С 1897 года он возглавлял водопроводную комиссию, был членом попечительского совета женской прогимназии Челябинска, а позже торговой школы. В 1899 году совместно с Покровским, Бейвелем, Туркиным и иными участвовал и организовывал праздник по 100-летию со дня рождения Александра Сергеевича Пушкина.
За свой большой труд и участие в общественной жизни он был награждён серебряной медалью «За усердие» на аннинской ленте, а позже золотой медалью на станиславской ленте и двумя андреевскими лентами за службу в гос. банке. 30 мая 1913 года получил бронзовую медаль в память 300-летия царствования династии Романовых.